# Jónás Dávid
Jónás Dávid (Pest, 1871. augusztus 5. – Budapest, 1951. április 27.) műépítész, Jónás Zsigmond testvérbátyja.

## Életútja
Jónás Ignác nagykereskedő és Kollinsky Ida fia. Tanulmányait a budapesti műegyetemen, majd Bécsben végezte, ahol ezt követően Fellner és Helmer építészeti irodájában dolgozott. 1900-ban került vissza Budapestre. Hosszú ideig öccsével közösen dolgozott, villákat, bérházakat építettek, azután a Magyar Államvasutak építésze lett. Ő tervezte a Böszörményi úti Tisztviselőtelep házait (1924). Legjelentősebb műve, a volt Tolnai Világlapja Dohány utca 10–14. szám alatti székházát (később Egyetemi Nyomda) a modern magyar építészet egyik előfutárának tekintik. Felesége a nála 10 évvel fiatalabb Engel Elza volt, akivel 1901. április 20-án kötött házasságot Budapesten. Halálát „véres agyguta” (agyvérzés) okozta.

## Ismert saját épületek

### Elkészült épületek
- 1903–1904: Zaborszky és Fuchs bérháza, 1056 Budapest, Belgrád rakpart 22. (Heidelberg Sándorral)[8]
- 1904 k.: Schulhof-ház, 1051 Budapest, Hercegprímás utca 12.[9]
- 1905: Unger-palota, 1052 Budapest, Semmelweiss u. 4.[9]
- 1905: lakóház, 1094 Budapest, Ferenc körút 21.[10][11]
- 1905: Jónás Dávid saját lakóháza, 1054 Budapest, Kálmán Imre utca 15.[12][9]
- 1905: lakóház, 1054 Budapest, Zoltán u. 11.[9]

### Tervben maradt épületek
- 1896: vidéki színház (III. díj, település közelebbi megjelölése nélkül)[10]
- 1898: Vigadó és szálló, Szatmár (Tamás Józseffel, II. díj)[10]
- 1899: Áru- és Értéktőzsde, Budapest (IV. díj)[10]

## Heidelberg Sándorralközös munkák

### Elkészült épületek
- 1901: Nádor-udvar, 1055 Budapest, Szent István körút 5.[13]
- 1901: lakóház, 1136 Budapest, Hegedüs Gyula u. 17.[14]
- 1902: Popper-ház, 1061 Budapest, Paulay Ede utca 37.[15][14]
- 1902–1903: Havas-ház, 1054 Budapest, Aulich u. 4-6.[14]
- 1903: lakóház, 1082 Budapest, Baross utca 53.[16]

## Fivérével közös munkák

### Elkészült épületek
- 1906: Takarékpénztár, 1015 Budapest, Széna tér[10]
- 1907–1908: lakóépület, 1114 Budapest, Bartók Béla út 29.
- 1908: Szénássy és Bárczai áruháza, 1052 Budapest, Martinelli (Szervita) tér 2.[10][17]
- 1908–1909: lakóház, 1056 Budapest, Papnövelde utca 1.[18]
- 1908–1909: Beer Artúr bérháza, 1136 Budapest, Rajk László (Pannónia) u. 6.[10][19]
- 1910: Molnárok Lapja kőnyomdája, 1136 Budapest, Hegedüs Gyula u. 12.[20]
- 1910: bérház, 1181 Budapest, Városház u. 16.[9]
- 1910–1912: Goldberger-üzletház, 1051 Budapest, Arany János u. 32.[10][21][9]
- 1910–1913: Tolnai Világlapja székháza és nyomdája, 1074 Budapest, Dohány u. 10-14.[10][22][9]
- 1911: lakóház, 1051 Budapest, Arany János u. 27.[9]
- 1911: lakóház, 1071 Budapest, Damjanich u. 58.[9]
- 1911: székesfővárosi kislakásos bérházak, 1102 Budapest, Kőrösi Csoma Sándor út 36-38.[10][23]
- 1911–1915: Virányosi Tisztviselő Telep, 1125 Budapest, Dániel út 22.[24]
- 1920–1921: lakóház, 1077 Budapest, Wesselényi utca 6.[25][9]
- 1927–1928: bérház, 1065 Budapest, Bajcsy-Zsilinszky út 15.[9]
- 1928–1929: Phönix-ház, 1136 Budapest, Pannónia u. 16-20.[9]

### Tervben maradt épületek
- 1905: Török-bankház, Budapest, Martinelli (Szervita) tér 3.[10]
- 1907: Földművelésügyi Minisztérium homlokzatának átalakítása, Budapest, Kossuth tér[10]
- 1907?: Belvárosi Takarékpénztár (Párisi udvar), Budapest, Ferenciek tere[26]
- 1910: Magyar Királyi Folyam- és Tengerhajózási Rt. székháza, Budapest, Apáczai Csere János u. 11. (III. díj)[10]
- 1911: Budapest Bank Rt. székháza, Budapest[10]
- 1912: Budai zsinagóga, Budapest, Krisztina körút–Széll Kálmán tér[10][27][9]
- 1913: Magyar Kereskedelmi Csarnok, Budapest[10]

## Képtár

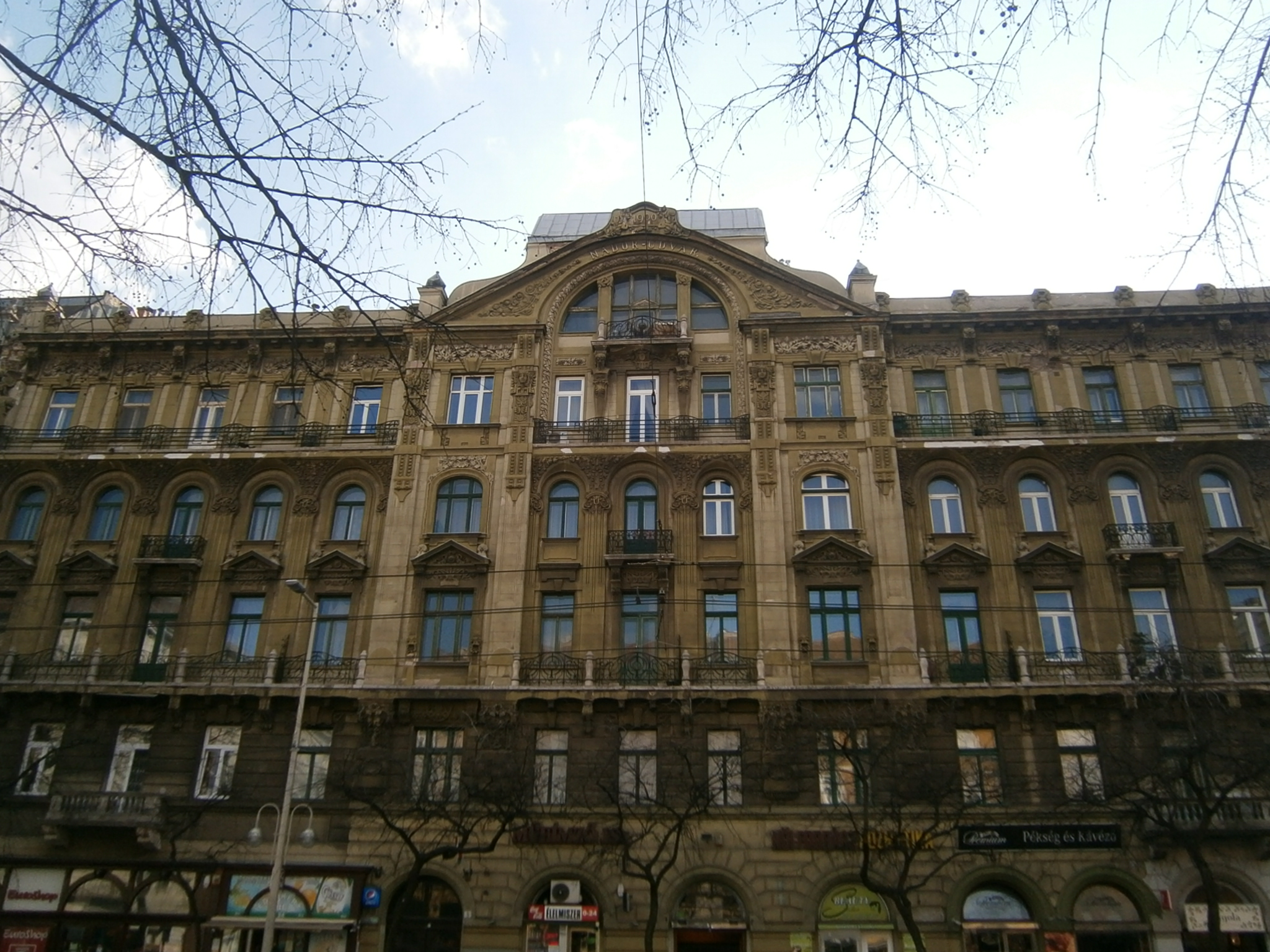
Nádor-udvar
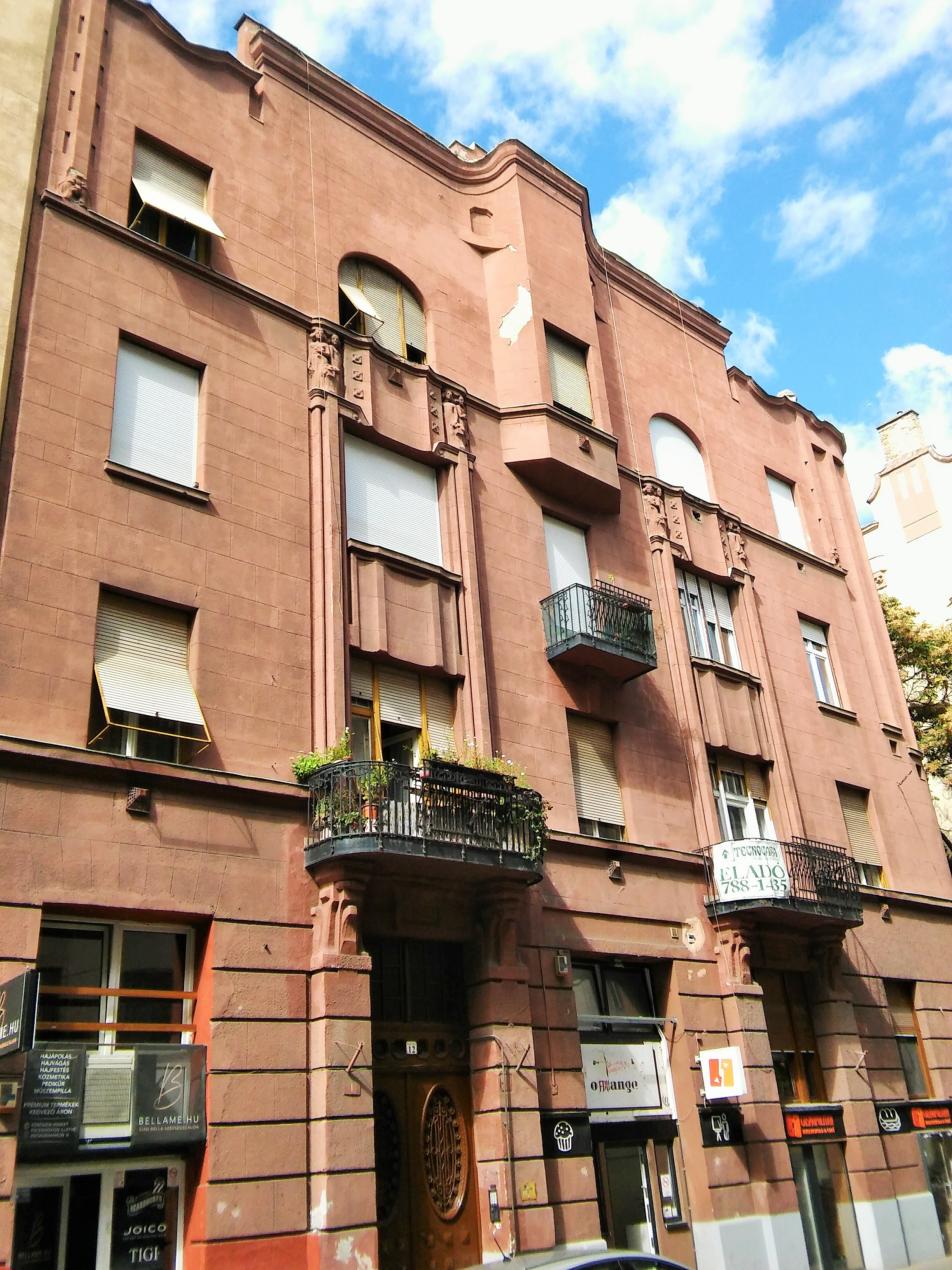
Hegedűs Gyula u. 12.
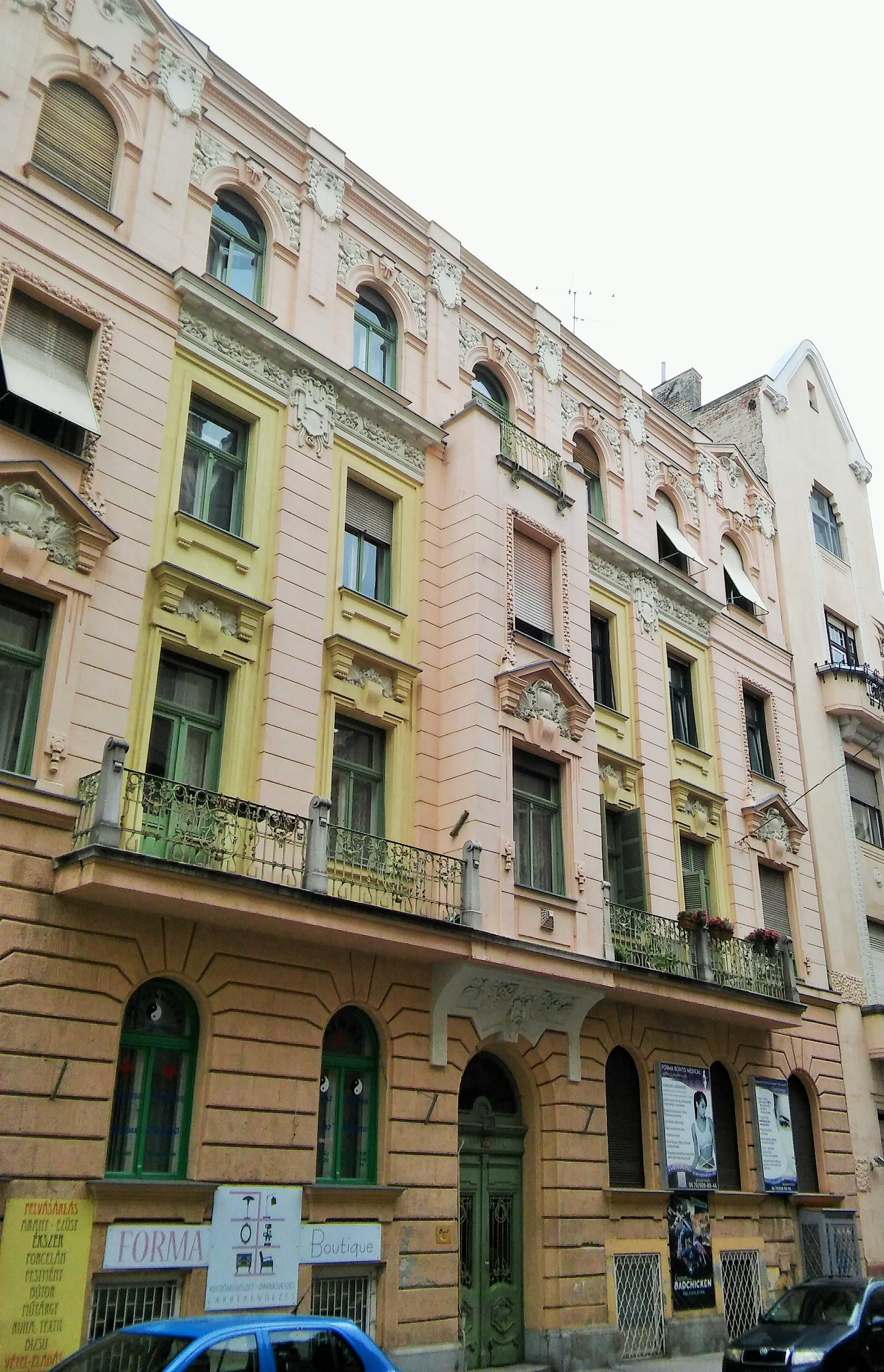
Hegedűs Gyula u. 17.
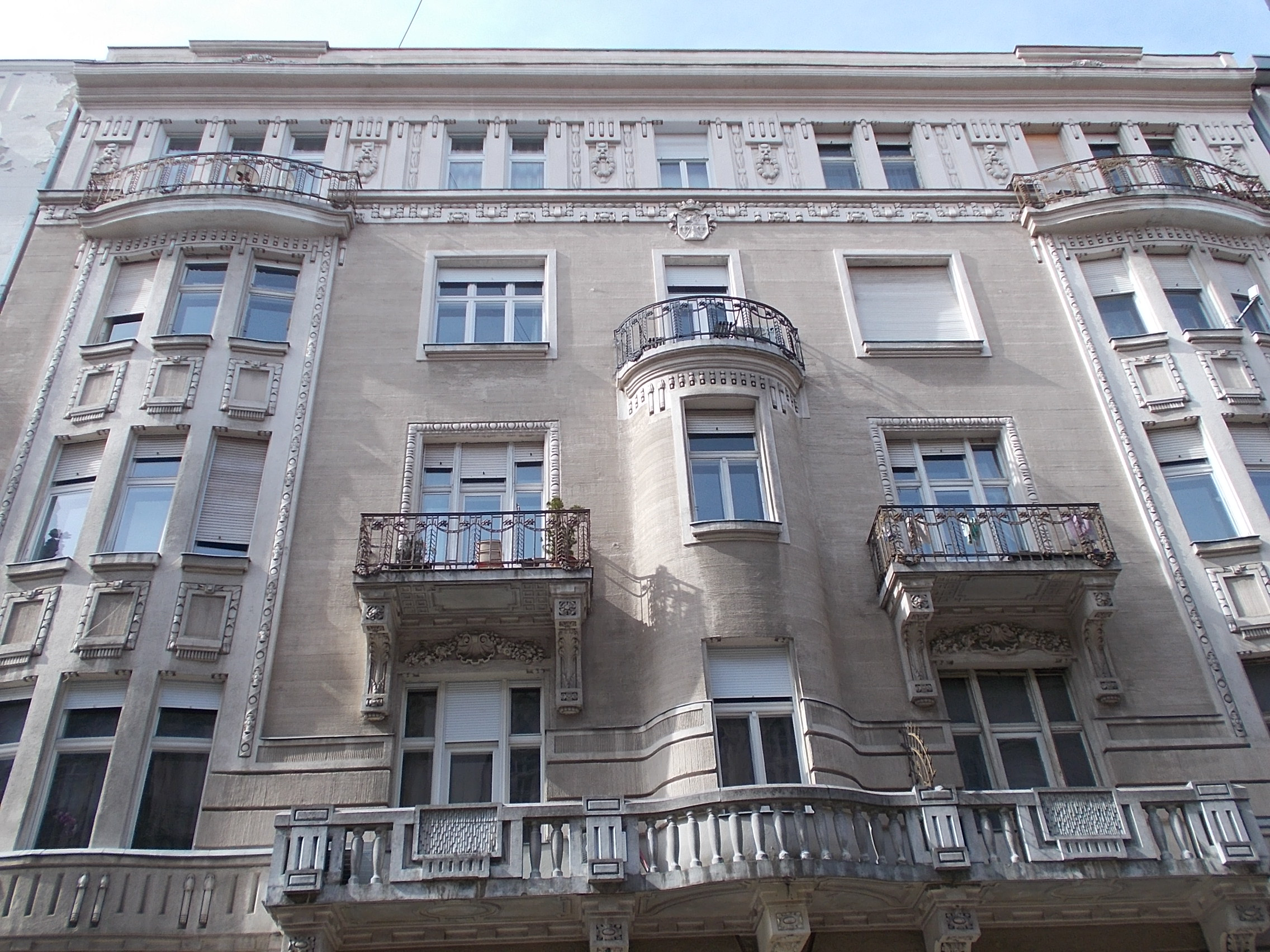
Hercegprímás u. 12.
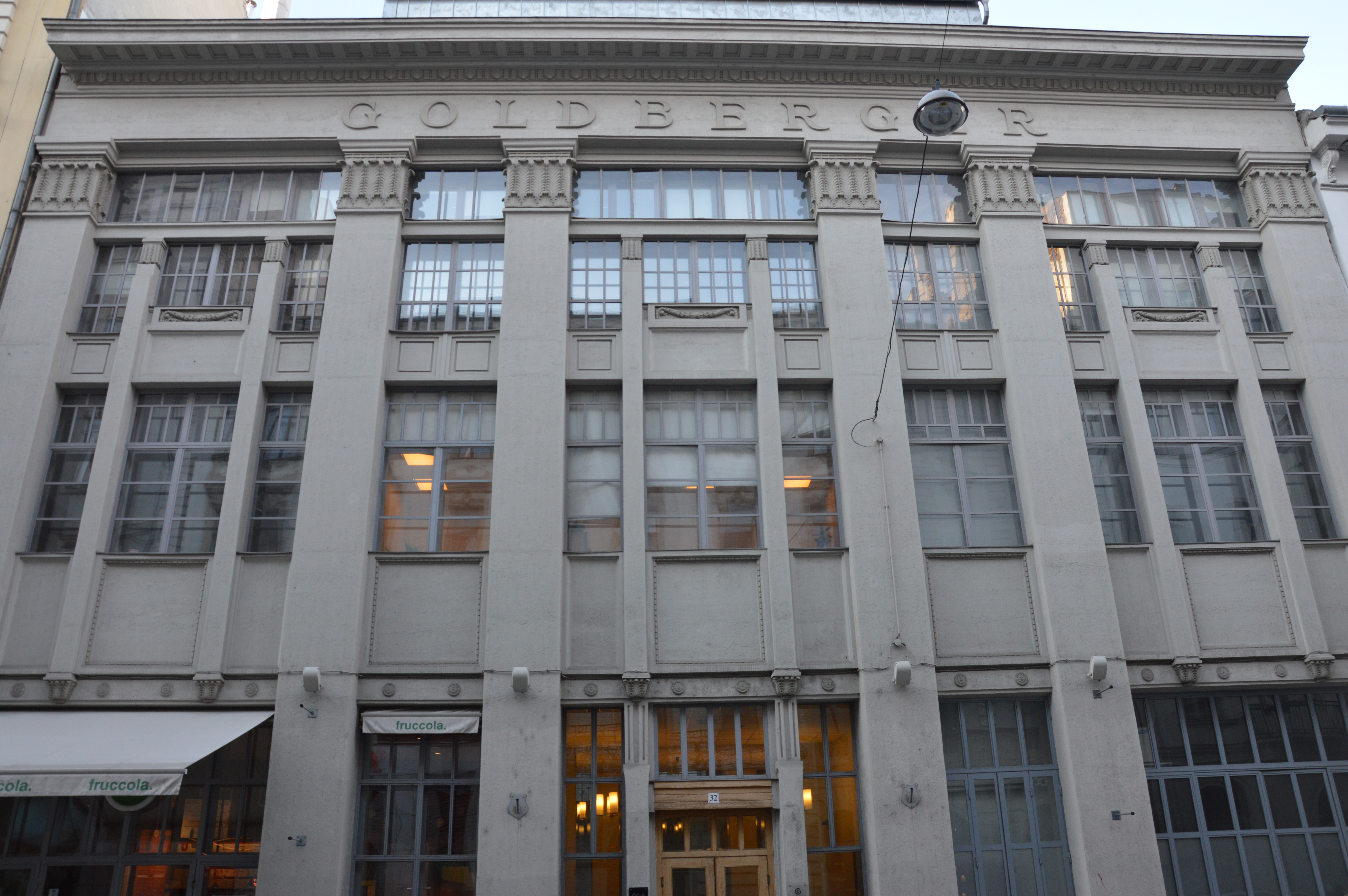
Arany János u. 32.
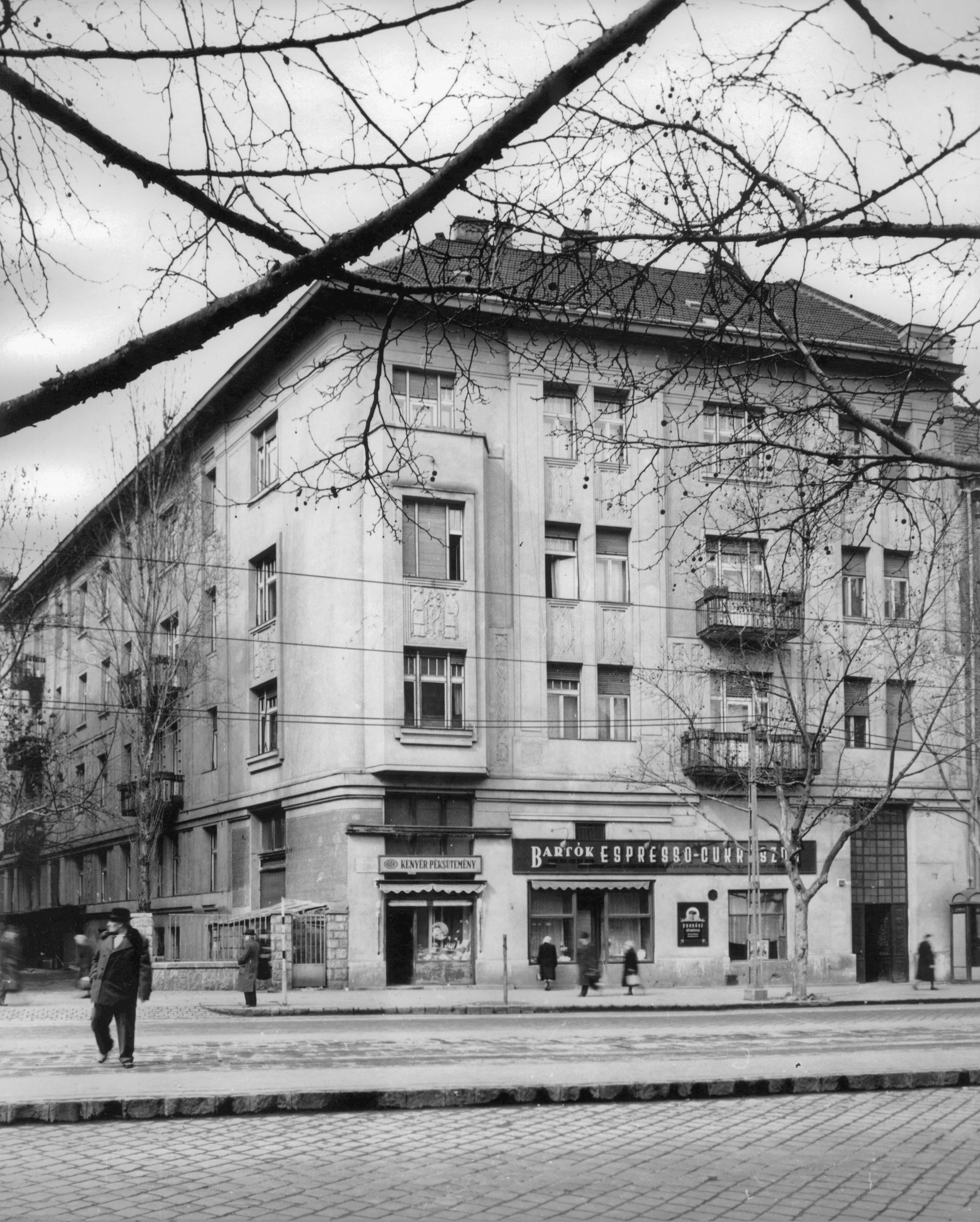
Bartók Béla út 29.
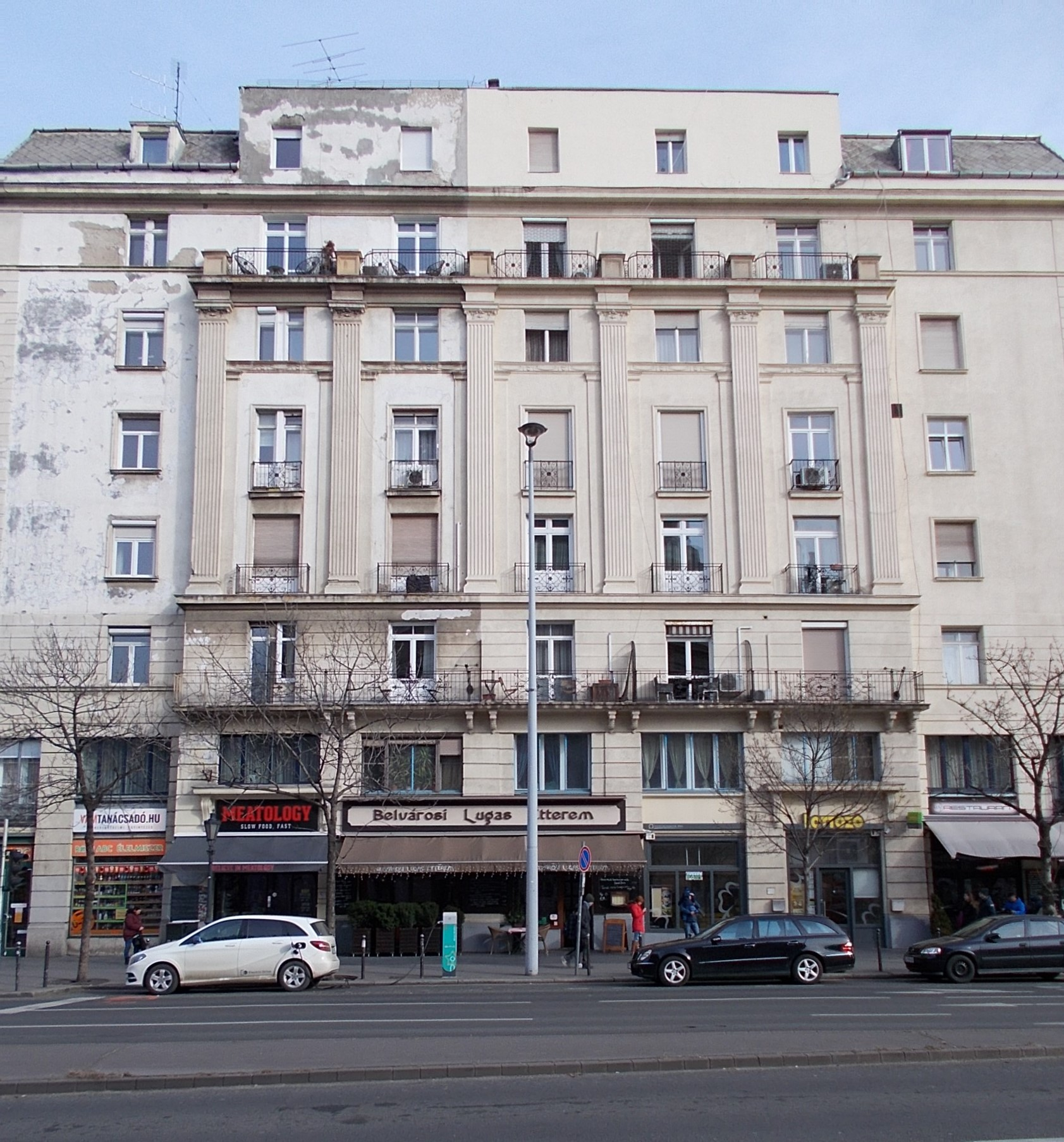
Révay köz 1.
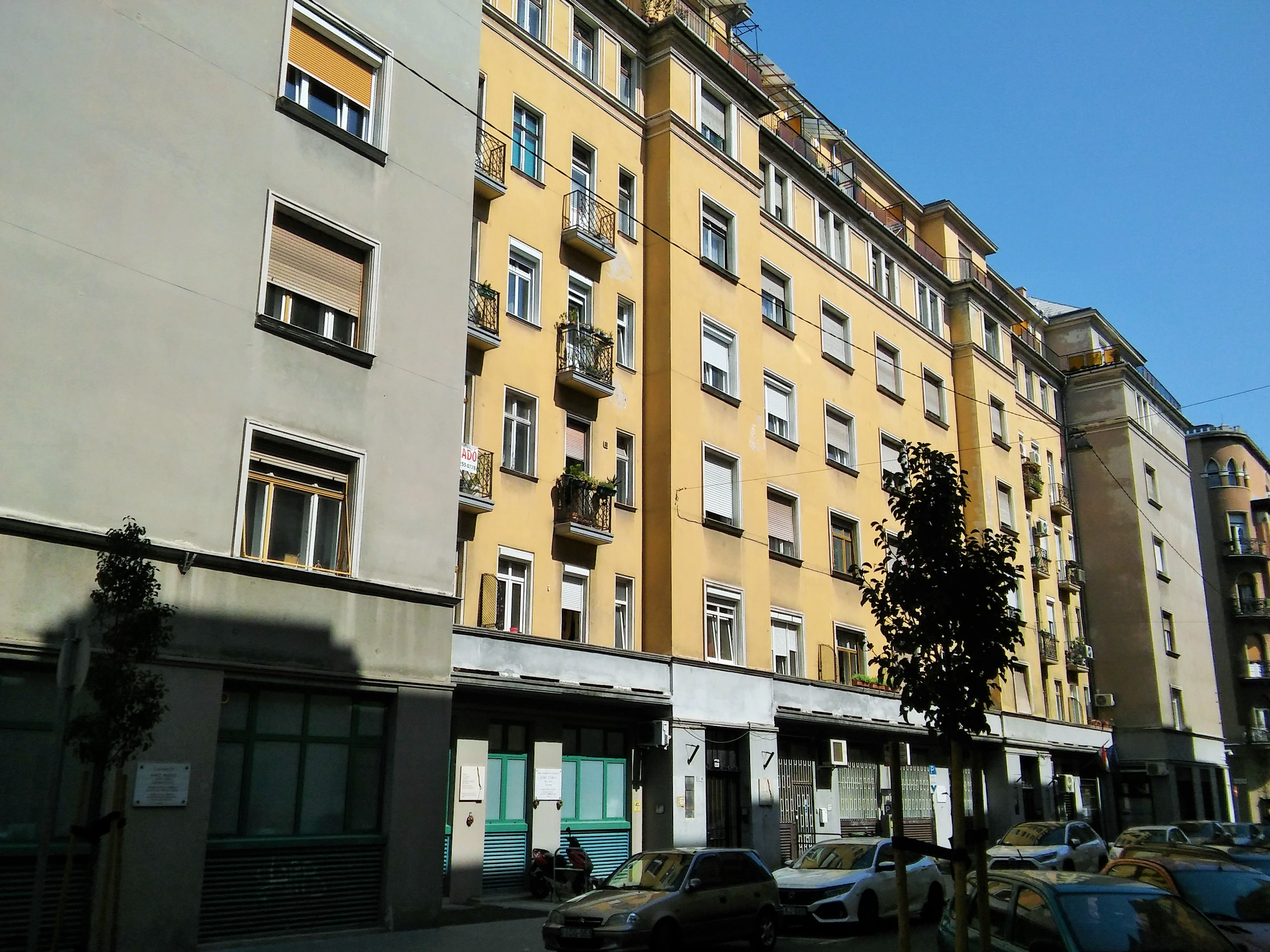
Phönix-ház

## Egyéb irodalom
- (szerk.) Rozsnyai József: Építőművészek a historizmustól a modernizmusig, Terc Kereskedelmi és Szolgáltató Kft. Szakkönyvkiadó Üzletága, Budapest, 2018, ISBN 978-615-5445-52-1